# ريشارد سيغموندي
ريشارد سيغموندي (بالألمانية: Richard Adolf Zsigmondy)‏ هو كيميائي ألماني-نمساوي ولد في 1 أبريل 1865 بفيينا لعائلة من أصل هنغاري وتوفي في 23 سبتمبر 1929 بغوتنغن .

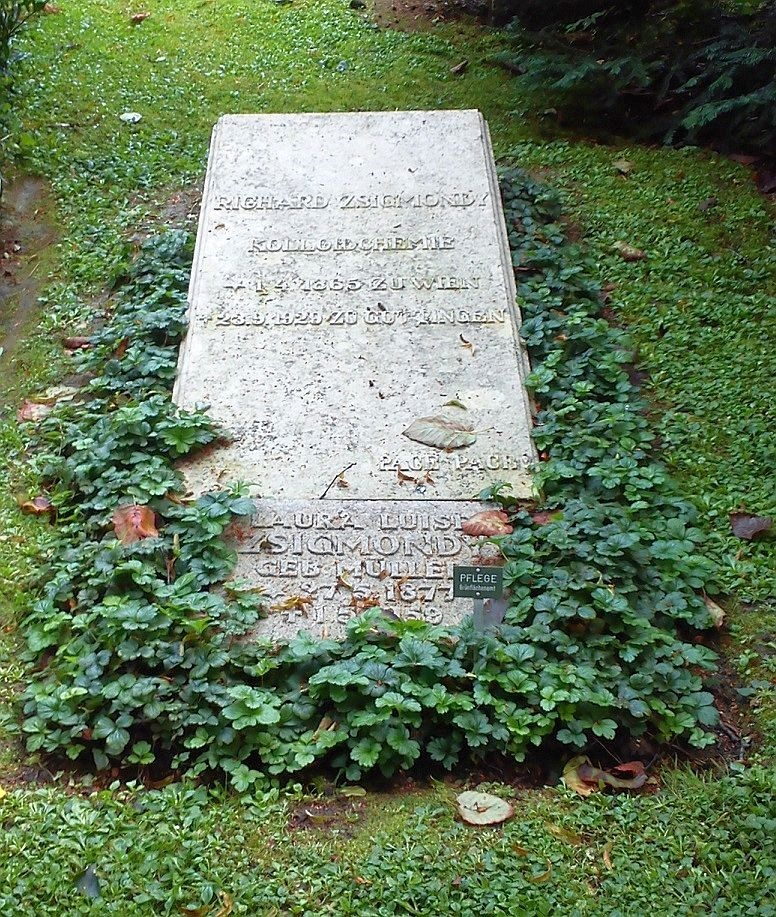
غوتنغن ، قبر Zsigmondy's

كان والده يعمل في مجال العلوم وكان قد قام باختراع عدد من الألات الخاصة بطب الأسنان. عند وفاة والده سنة 1888 قامت والدته بتربيته. قام بدارسة الطب في جامعة فيينا ثم انتقل إلى جامعة فيينا التقنية للدراسة الكيمياء ومن ثم في جامعة ميونخ. عاد إلى النمسا حيث درس في جامعة غراتس حيث أجرى أهم بحوث. عاد بعد ذلك إلى جامعة غوتنغن حيث درس الكيمياء وأصبح فيما بعد مدير معهد الكيمياء اللاعضوية . في سنة 1925 تحصل على جائزة نوبل في الكيمياء لأبحاثه على الكلويد.

## روابط خارجية
- ريشارد سيغموندي على موقع الموسوعة البريطانية (الإنجليزية)
- ريشارد سيغموندي على موقع إن إن دي بي (الإنجليزية)